# Rasmus Nielsen
Rasmus Nielsen, född den 4 juli 1809 i Roerslev nära Middelfart på Fyn, död den 30 september 1884 i Köpenhamn, var en dansk filosof, farbror till Martinus Nielsen.
Nielsen ägnade sig efter avlagd studentexamen (1829) åt teologin (han blev teologie kandidat 1837, licentiat 1840), men idkade därjämte filosofiska studier och blev en varm anhängare av Hegels system, på vars grund han trodde sig kunna sammanjämka kyrkans lära med den spekulativa religionsfilosofin. 1841-83 var han professor i filosofi vid Köpenhamns universitet
och verkade där både som lärare och författare i hegeliansk riktning. Från denna tid härrör Den spekulative logik (1844) och Den propædeutiske logik (1845). 
Sören Kierkegaards polemik mot den spekulativa teologin och, över huvud taget, mot varje försök att förlika den kristna tron med vetenskapen framkallade en vändpunkt i Nielsens utveckling. I sin skrift Evangelietroen og den moderne bevidsthed (1849) uttalade Nielsen först sin nya lära om motsatsen mellan tro och vetande samt riktade därnäst ett häftigt anfall på Martensens dogmatik i en anmälan, som sammanställde detta arbete med Kierkegaards "Johannes Climacus". 
Därpå följde D:r H. Martensens dogmatiske oplysninger, belyste (1850), Evangelietroen og theologien (samma år; översatt till svenska 1863), Skæbne og forsyn (1853) och Om personlig sandhed og sand personlighed (1854; översatt till svenska 1856), som ytterligare utvecklade satsen, att kristendomen inte kan bli föremål för spekulativt begripande, utan bara för personligt tillägnande. 
Motsatsen mellan tro och vetande fick vidtgående följder för Nielsens hela åskådning och blev för honom motsatsen mellan den reella verkligheten och den spekulativa idealismen. Den hegelska grundtanken övergav han aldrig, utan ansåg det alltjämt möjligt att konstruera en dialektisk tankegång, men han insåg, att man därigenom fick endast en skuggbild, som måste låna sitt innehåll från den empiriska vetenskapen. Om de begrepp, som den dialektiska metoden utvecklar, skall bli något mer än logiska abstraktioner, måste deras reella betydelse uppvisas med tillhjälp av de särskilda vetenskaperna. 
Nielsens förhållande till Hegel framträder i titeln på hans förnämsta arbete, Grundidéernes logik (2 band, 1864-66). För Hegel finns blott en idé, som är det sanna väsendet i allt. Men genom att mera bestämt framhålla motsatsen mellan subjektivitet och objektivitet, mellan tänkande och varande, idealitet och realitet får Nielsen en motsats mellan vetandets idé och maktens (verklighetens) idé, en motsats, som övervinns i den högsta idé, till vilken vetenskapen kan komma, idén om den ontologiska subjektiviteten, i vars väsen vetande och makt är förenade. 
Vetenskapen för oss således till en logisk teism, för så vitt dess sista förutsättning är en subjektivitet som tillvarons väsen och källa, men den når intke det religiösa gudsbegreppet och kan åt detsamma ge varken liv eller färg. Den högsta punkt, till vilken vetenskapen kan hinna, är den, där den religiösa tron börjar. Tron är personlighetens, viljans sak. I vetenskapen ägera vi endast allmänna lagar och principer, men dessa kan inte styrka vår vilja och göra vårt hopp levande i det verkliga livet. Därför sätter vi oss genom tron i omedelbart personligt förhållande till en personlig gud, som är herre över naturlagarna och som vetenskapen inte kan begripa. 
En sådan tro är inte bara en tro på det underbara; den är själv ett under och kan därför av vetenskapen varken förstås eller vederläggas. Vetenskapen går för den skull utom sin befogenhet, när den anfaller en tro, som inte vilar på vetenskaplig, utan på personlig grund. Däremot är den vetenskapliga kritiken fullt berättigad gentemot teologin, som med vetenskapliga grunder vill stödja trons innehåll. En teologi är följaktligen inte möjlig, men väl en religionsfilosofi, vilken visar, hur de religiösa föreställningarna motsvarar det personliga livets egna krav och nödvändiga villkor. 
Denna lära om tro och vetande som varandras motsatser, vilka just på grund av sin olikhet till väsendet låter förena sig i en människas  medvetande, utvecklade Nielsen utförligt i en serie föreläsningar, som han 1867 höll vid universitetet i Kristiania: Om hindringer og betingelser for det aandelige liv i nutiden (utgivna 1868) och i sin Religionsphilosophie (1869). Den kritiserades från såväl teologisk som annan ståndpunkt av Martensen, Hans Brøchner, Georg Brandes och i Sverige av Axel Nyblæus ("Om den religiösa tron och vetandet", 1872). 
N. utgaf dessutom Natur og aand. Bidrag til en med physiken stemmende naturphilosophie (1873), Almindelig videnskabslære i grundtræk (1880) och en hel mängd propedeutiska skrifter till de studerandes tjänst. Också utövade han i vida kretsar ett i hög grad väckande inflytande genom sina folkliga föredrag, i vilka han förenade genialitet med en flödande vältalighet. Under sina sista år slöt Nielsen sig allt närmare Grundtvigs kyrkliga riktning. En minnesvård över Nielsen restes 1909 i Roerslev.

## Utmärkelser
- Riddare av Dannebrogorden,  1847[1]
- Dannebrogsmännens hederstecken,  1869[1]
- Kommendör av Dannebrogorden,  1879[1]

[Redigera Wikidata]